# Estación biológica La Selva

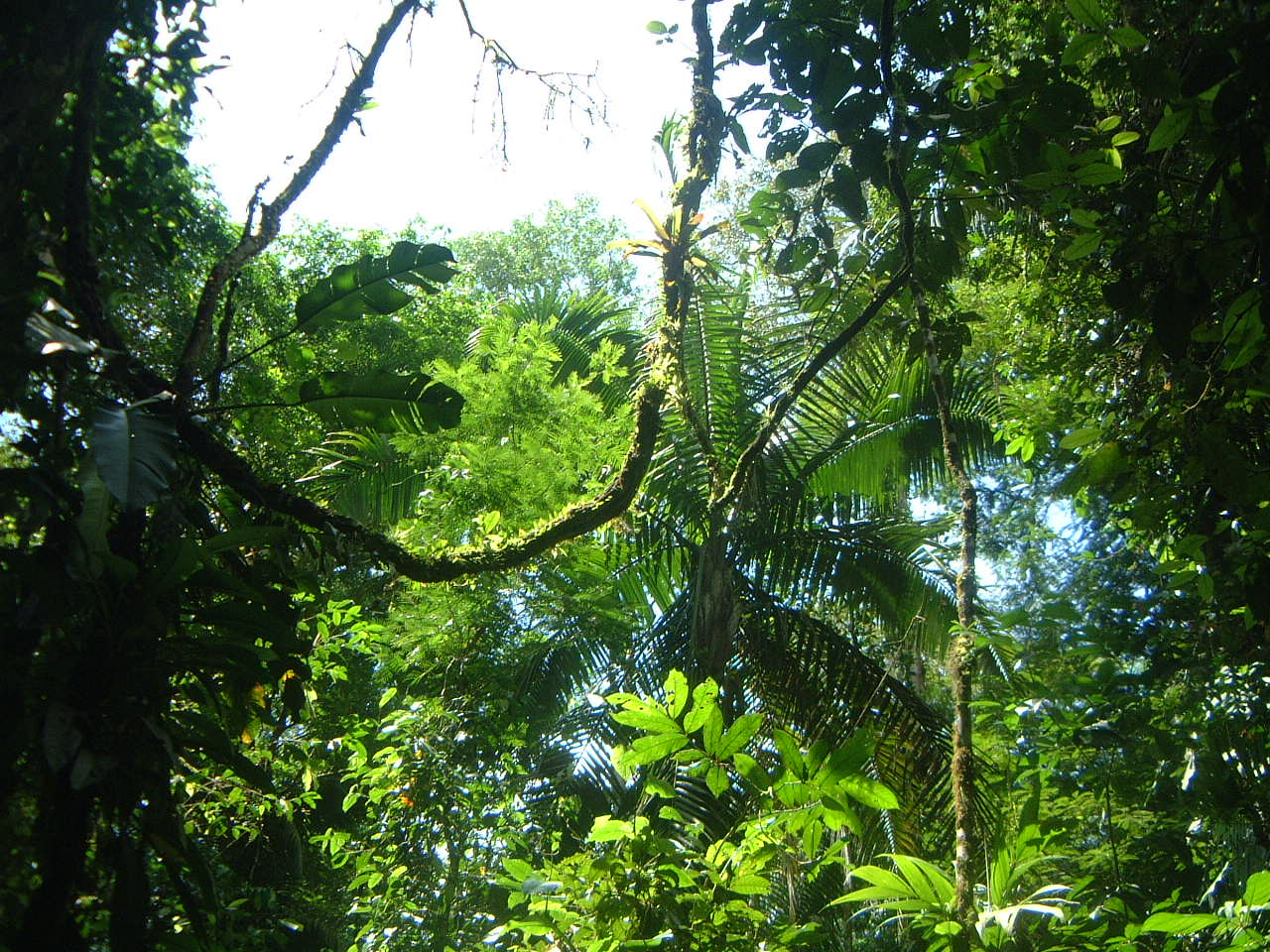
La jungla en La Selva

La Estación Biológica La Selva es una destacada estación de investigación de ecología tropical situada en Puerto Viejo de Sarapiquí, en la zona norte de Costa Rica. La Estación es parte de un área protegida mayor, la Zona Protectora La Selva.

## Características
La Selva ofrece un servicio de importancia mundial para la investigación tropical. Situada en las tierras bajas del noreste de Costa Rica, La Selva incluye una reserva natural que protege a unos 15 kilómetros cuadrados de bosque tropical primario. El bosque está rodeado por el oeste, este y norte de pastos, granjas y otras áreas abiertas, y su frontera sur colinda con el Parque Nacional Braulio Carrillo por lo que es una extensión al norte del Área de Conservación Volcánica Central. La Estación de investigación es propiedad y está operado por la Organización para Estudios Tropicales (OET).
Esta reserva localiza a 3 km al sureste del poblado de Puerto Viejo de Sarapiquí, entre los ríos Puerto Viejo y Sarapiquí, en las tierras bajas del norte  de Costa Rica, a una altitud de  37 m s. n. m. La Selva tiene una extensión  1,600 hectáreas (3,900 acres) de bosque tropical húmedo y bosque en regeneración. Está unida al Parque Nacional Braulio Carrillo en la cordillera Volcánica Central, por un corredor biológico.
La Selva fue establecida  en 1954 por el Dr. Leslie Holdridge, quien dedicó su finca a la experimentación con plantaciones mixtas para el mejoramiento del manejo de los recursos naturales. En 1968, la propiedad fue comprada por la Organización para Estudios Tropicales y declarada una estación y reserva biológica privada .Esta estación, es una de las mayores generadoras de información sobre el bosque tropical  lluvioso, gracias a los diferentes investigaciones que se llevan a cabo, cada año.
La OET tiene a disposición de los visitantes habitaciones y un comedor, donde se ofrece el servicio de alimentación, además de una amplia red de senderos bien acondicionados para apreciar el bosque tropical, donde común encontrar especies de  árboles como el almendro amarillo, el gavilán, caobilla, ojoche, así como también es bastante común poder observar zaínos, guatusas, lapas verdes y una gran variedad de otras especies de aves características de este tipo de bosque.